# 益達

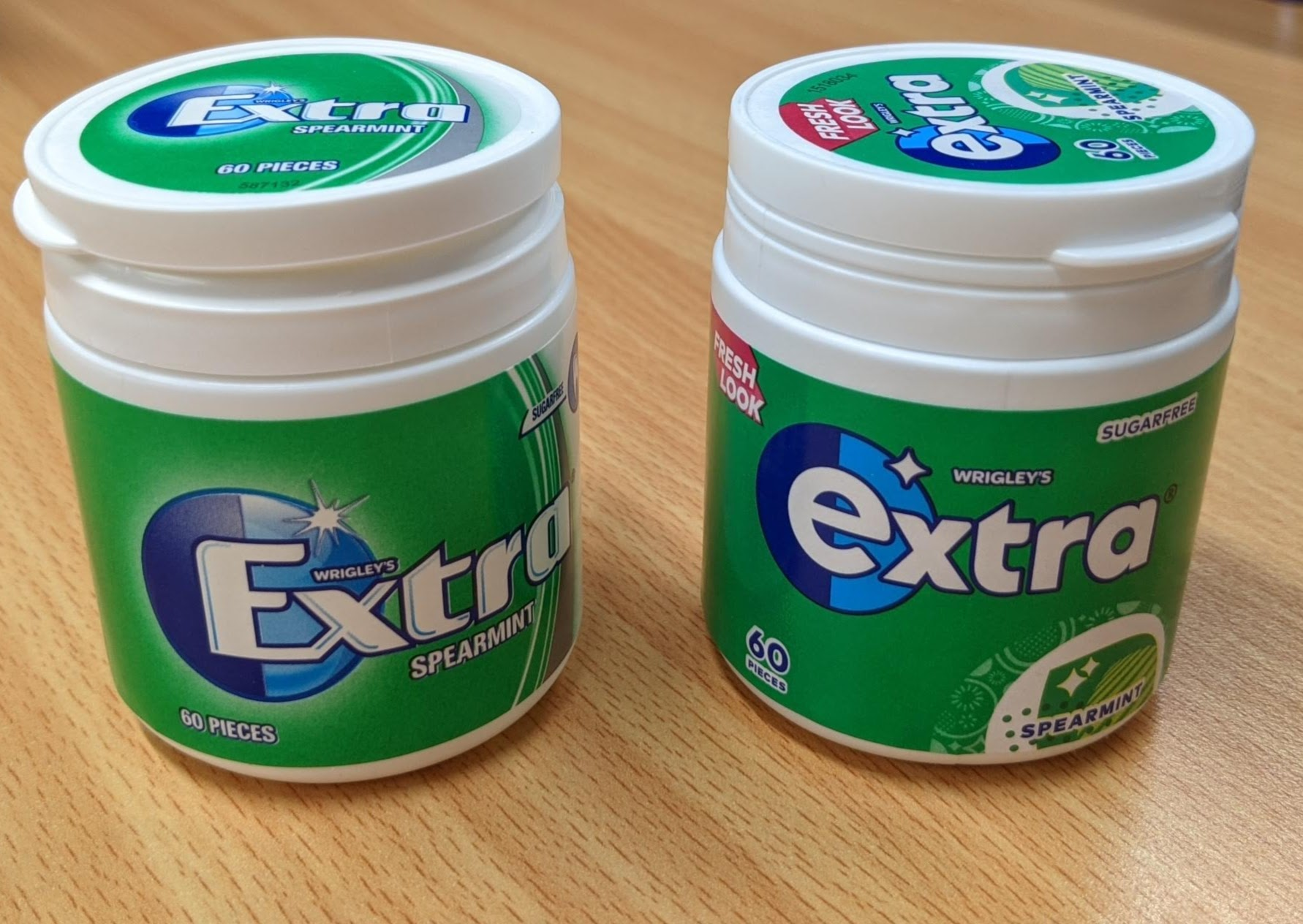
箭牌益齒達的英國包裝 - 2020年（左）和2021年（右）

益達（Extra）是一款口香糖品牌。1984年箭牌公司在美国推出。
益達以木糖醇取代一般糖作為口香糖的原料，由於得到世界牙科學會（FDI）確認木糖醇口香糖有效防止蛀牙，推出後備受歡迎。
2018年被驗出絕大部分產品含有BHT，這些雌激素干擾素已被世衞列為潛在致癌物，會引發與荷爾蒙有關的癌症，如乳癌，甚至會引致性早熟及不育。
發展至今，益達仍不斷推出新款的香口糖：包括能帮助保持牙齿干净洁白的益達潔白，及結合传统中藥中的罗汉果、菊花和金银花的益達草本精華。但無糖口香糖含甜味劑山梨糖醇，過量服食能引致輕微腸胃問題，出現腹脹及腸胃抽筋。
| 品牌             | 類型           | 包裝款式           | 口味                                             |
| ---------------- | -------------- | ------------------ | ------------------------------------------------ |
| 益達             | 香口膠（片裝） | 條裝               | 藍莓，檸檬，清涼西瓜及濃味薄荷                   |
| 益達             | 硬糖           | 盒裝               | 清甜野莓，冰涼西瓜及檸檬薄荷                     |
| 益達曬駱駝       | 香口珠         | 袋裝，樽裝，吸塑裝 | 清甜薄荷，香甜蜜瓜，士多啤梨，香橙薄荷及蜜桃薄荷 |
| 益達曬駱駝       | 橡皮軟糖       | 盒裝               | 紅莓青檸及火龍果                                 |
| 益達曬駱駝       | 夾心糖         | 盒裝               | 紅莓青檸及焦糖薄荷                               |
| 益達潔齒         | 香口珠         | 袋裝，樽裝         | 強勁薄荷，清香薄荷及檸檬香梨                     |
| 益達Professional | 香口珠         | 袋裝，樽裝         | 強勁薄荷及清香薄荷                               |
| 益達Professional | 薄荷糖         | 鐵罐               | 清香薄荷，清香野莓及清新薄荷                     |
| 益達Liquid Brust | 香口珠         | 吸塑裝             | 清香薄荷，強勁薄荷，芒果香橙及蜜桃士多啤梨       |
| 益達草本精華     | 香口珠         | 袋裝               | 金銀花，菊花，羅漢果                             |

在中国大陆地区，1996年箭牌在广东省率先推出益达，目前益达已在近300座城市销售，主要发售以下几种口味：香浓蜜瓜味、香橙薄荷味、冰凉薄荷味、清爽草莓味、清爽西瓜味、草本精华、薄荷味、柠檬香梨味、蓝莓味、清爽西瓜味、柠檬味、薄荷味、清新西柚味、热带水果味、沁凉薄荷味。
2012年，中华人民共和国卫生部疾病预防控制局、中国疾病预防控制中心、中国牙病防治基金会、中华口腔医学会和”益达口腔健康计划“联合推出一款口腔健康应用——爱牙轻松学（由飞客公司（FabriQate）开发），旨在让公众（特别是学生）随时随地学习口腔健康知识，以互动便捷的方式帮助用户了解牙齿基础知识、口腔疾病预防方法，养成护齿好习惯。
1997年，箭牌透過台灣子公司「台灣留蘭香股份有限公司」在台灣推出益齒達。